# Casa de l'Avi Xaxu
Casa de l'Avi Xaxu és un habitatge del municipi de l'Escala inclòs en l'Inventari del Patrimoni Arquitectònic de Catalunya.

## Descripció
Situada dins del nucli antic de la població de l'Escala, al bell mig de l'entramat urbà i al costat de l'església parroquial de Sant Pere. Presenta façana al passatge de l'Església i al carrer dels Germans Masferrer.
Edifici entre mitgeres de planta rectangular, format per tres cossos adossats, amb les cobertes de teula a un sol vessant. Està distribuït en planta baixa i pis, amb la façana principal al passatge de l'Església. A la planta baixa presenta dos portals d'accés a l'interior, el principal amb els brancals bastits amb carreus ben escairats i la llinda plana de pedra. Al pis hi ha una senzilla finestra rectangular, damunt del portal principal, i al costat, una porta també rectangular amb una politja de ferro a la part superior, per emmagatzemar mercaderies.
La façana al carrer dels Germans Masferrer presenta un únic portal d'accés a l'interior, d'arc rebaixat i, al pis, una finestra rectangular amb els brancals pintats del mateix color que el sòcol de la façana, gris. La resta del parament està pintat de blanc, de la mateixa manera que la façana principal.

## Història
En aquesta casa hi visqué l'escalenc Josep Vicens i Juli (1840-1956) conegut popularment com l'Avi Xaxu, compositor de sardanes i músic. A més d'ésser un esplèndid compositor, el 1895 impulsà la creació de la societat coral La Marinera i l'agrupació La Unión Escalense. A més, fundà l'any 1906 la cobla La Principal de l'Escala, sent elegit director el 1910, hi actuant-hi fins al 1918. Després de viure a Malgrat de Mar i exiliar-se acabada la Guerra Civil a França, tornà a l'Escala el 1941 i habità aquesta casa fins al dia de la seva mort.
Va ser el compositor de més de 500 sardanes, de les que se'n conserva la meitat. La seva producció abastà també obres corals, la música d'una sarsuela, ballables per a cobla-orquestra, i algunes peces de concert. És autor d'una de les sardanes més conegudes de totes les èpoques, Bona Festa.